# 12974 Halitherses
12974 Halitherses è un asteroide troiano di Giove del campo greco. Scoperto nel 1973, presenta un'orbita caratterizzata da un semiasse maggiore pari a 5,1818424 UA e da un'eccentricità di 0,0511613, inclinata di 7,60705° rispetto all'eclittica.
L'asteroide è dedicato ad Aliterse, indovino di Itaca.